# Liste der Staatsoberhäupter 1832
Übersicht
◄◄ | ◄ | 1828 | 1829 | 1830 | 1831 | Liste der Staatsoberhäupter 1832 | 1833 | 1834 | 1835 | 1836 | ► | ►►

Weitere Ereignisse

## Afrika
- Ägypten
  - Vizekönig: Muhammad Ali Pascha (1805–1848)

- Äthiopien
  - Kaiser: Jesus IV. (1830–1832)
  - Kaiser: Gebre Krestos (1832)
  - Kaiser: Sahle Dengel (1832–1841)

- Burundi
  - König: Ntare IV. Rugamba (ca. 1796–ca. 1850)

- Dahomey
  - König: Gézo (1818–1856)

- Marokko
  - Sultan der Alawiden-Dynastie: Mulai Abd ar-Rahman (1822–1859)

- Ruanda
  - König: Mutara II. (1802–1853)

## Amerika

### Nordamerika
- Mexiko
  - Staats- und Regierungschef:
    - Präsident Anastasio Bustamante (1829–13. August 1832, 1837–1841)
    - Präsident Melchor Múzquiz (13. August–25. Dezember 1832)
    - Präsident Manuel Gómez Pedraza (25. Dezember 1832–1833)

- Vereinigte Staaten von Amerika
  - Staats- und Regierungschef: Präsident Andrew Jackson (1829–1837)

### Mittelamerika
- Haiti
  - Staats- und Regierungschef: Präsident Jean-Pierre Boyer (1818–1843)

- Zentralamerikanische Konföderation
  - Costa Rica: Staatschef Juan Mora Fernández (1825–1833)
  - El Salvador:
    - Staatschef José María Cornejo (1830–3. April 1832)
    - Staatschef Francisco Morazán Quesada (3. April–13. Mai 1832)
    - Staatschef Joaquín de San Martín (13. Mai–25. Juli 1832)
    - Staatschef Mariano Prado (25. Juli 1832–1833)

  - Guatemala: Staatschef José Mariano Gálvez (1831–1838)
  - Honduras: ?
  - Nicaragua: ?

### Südamerika
- Bolivien
  - Staats- und Regierungschef: Präsident Andrés de Santa Cruz (1829–1839)

- Brasilien
  - Herrscher: Kaiser Peter II. (1831–1889)

- Chile
  - Staats- und Regierungschef: Präsident José Joaquín Prieto (1831–1841)

- Ecuador
  - Staats- und Regierungschef: Präsident Juan José Flores (1830–1834)

- Neugranada (heute Kolumbien)
  - Staats- und Regierungschef:
    - (provisorisch) Vizepräsident José María Obando (1831–10. März 1832)
    - Präsident Francisco de Paula Santander (10. März 1832–1837)

- Paraguay
  - Staats- und Regierungschef: Konsul Gaspar Rodríguez de Francia (1814–1840)

- Peru (umstritten)
  - Staats- und Regierungschef: Präsident Agustín Gamarra (1829–1833)

- Río de la Plata (heute Argentinien)
  - Staats- und Regierungschef: (vakant)
  - Gouverneur der Provinz Buenos Aires:
    - General Juan Manuel de Rosas (1828–Dezember 1832)
    - Juan Ramón Balcarce (Dezember 1832–1833)

- Uruguay
  - Staats- und Regierungschef: Präsident Fructuoso Rivera (1830–1834)

- Venezuela (umstritten)
  - Staats- und Regierungschef: Präsident José Antonio Páez (1831–1835)

## Asien
- Abu Dhabi
  - Scheich: Shakhbut bin Dhiyab (1818–1833)
  - Scheich: Tahnun bin Shakhbut (1818–1833)

- Afghanistan
  - Emir: Abdul Wakil Panah Khan (1822–1839)
  - Emir: Dost Mohammed Khan (1826–1839)

- Brunei
  - Sultan Omar Ali Saifuddin II. († 1852)

- China
  - Kaiser der Qing-Dynastie: Dao Guang (1821–1850)

- Japan
  - Kaiser: Ninkō (1817–1846)
  - Shōgun (Tokugawa): Tokugawa Ienari (1786–1837)

- Korea (Joseon)
  - König: Sunjo (1800–1834)

- Persien (Kadscharen-Dynastie)
  - Schah: Fath Ali (1797–1834)

- Thailand
  - König: Rama III. (1824–1851)

## Australien und Ozeanien
- Hawaii
  - König: Kamehameha III. (Kauikeaouli) (1824–1854)

## Europa
- Andorra
  - Co-Fürsten:
    - König der Franzosen: Louis-Philippe (1830–1848)
    - Bischof von Urgell: Simó de Guardiola i Hortoneda (1828–1851)

- Belgien
  - Staatsoberhaupt: König Leopold I. (1831–1865)
  - Regierungschef:
    - Ministerpräsident Felix de Muelenaere (1831–20. Oktober 1832)
    - Ministerpräsident Albert Goblet d’Alviella (20. Oktober 1832–1834)

- Dänemark
  - König: Friedrich VI. (1808–1839) (1808–1814 König von Norwegen)

- Deutscher Bund
  - Österreich
    - Kaiser: Franz I. (1804–1835)

  - Preußen
    - König: Friedrich Wilhelm III. (1797–1840)
      - Staatskanzler: Carl Friedrich Heinrich Graf von Wylich und Lottum (1823–1841)

  - Fürstentum Anhalt-Bernburg
    - Herzog: Alexius Friedrich Christian (1796–1834) (bis 1807 Fürst)

  - Fürstentum Anhalt-Dessau
    - Herzog: Leopold IV. (1817–1871)

  - Fürstentum Anhalt-Köthen:
    - Herzog: Heinrich (1830–1847)

  - Baden
    - Großherzog: Leopold (1830–1852)
      - Präsident des Staatsministeriums: Sigismund Freiherr von Reitzenstein (1832–1842)

  - Bayern
    - König: Ludwig I. (1825–1848)
      - Staatsminister: Georg Friedrich Freiherr von Zentner (1825–1832)
      - Staatsminister: Friedrich August Freiherr von Gise (1832–1846)

  - Braunschweig
    - Herzog: Wilhelm (1831–1884)

  - Bremen
    - Bürgermeister: Johann Smidt (1821–1857)
    - Bürgermeister: Heinrich Gröning (1821–1839)
    - Bürgermeister: Simon Hermann Nonnen (1822–1847)
    - Bürgermeister: Johann Michael Duntze (1824–1845)

  - Frankfurt
    - Älterer Bürgermeister: Johann Gerhard Christian Thomas (1832, 1835, 1838)

  - Hamburg
    - Bürgermeister: Johann Arnold Heise (1807–1811, 1813–1834)
    - Bürgermeister: Johann Heinrich Bartels (1820–1850)
    - Bürgermeister: Martin Garlieb Sillem (1829–1835)
    - Bürgermeister: Amandus Augustus Abendroth (1831–1842)

  - Hannover (1815–1837 Personalunion mit Großbritannien)
    - König: Wilhelm IV. (1830–1837)

  - Hessen-Darmstadt
    - Großherzog: Ludwig II. (1830–1848)
      - Präsident des Gesamt-Ministeriums: Karl du Thil (1829–1848)

  - Hessen-Homburg
    - Landgraf: Ludwig (1829–1839)
      - Dirigierender Geheimer Rat: Carl Friedrich Emil von Ibell (1828–1832)

  - Hessen-Kassel
    - Kurfürst: Wilhelm II. (1821–1847)

  - Hohenzollern-Hechingen
    - Fürst: Friedrich (1810–1838)

  - Hohenzollern-Sigmaringen
    - Fürst: Karl (1831–1848)

  - Holstein und Lauenburg (1815–1864 Personalunion mit Dänemark)
    - Herzog: Friedrich VI. (1815–1839)

  - Liechtenstein
    - Fürst: Johann I. Josef (1805–1836)

  - Lippe
    - Fürst: Leopold II. (1802–1851)

  - Lübeck
    - Bürgermeister: Adolph Hinrich Voeg (1826, 1828, 1830, 1832)

  - Luxemburg (1815–1890 Personalunion mit den Niederlanden)
    - Großherzog: Wilhelm I. (1815–1840)

  - Mecklenburg-Schwerin
    - Großherzog: Friedrich Franz I. (1785–1837) (bis 1815 Herzog)
      - Geheimerratspräsident: August Georg Freiherr von Brandenstein (1808–1836)

  - Mecklenburg-Strelitz
    - Großherzog: Georg (1816–1860)
      - Staatsminister: August von Oertzen (1810–1836)
      - Staatsminister: Otto von Dewitz (1827–1848)

  - Nassau
    - Herzog: Wilhelm (1816–1839)
      - Staatsminister: Ernst Franz Ludwig Marschall von Bieberstein (1806–1834)

  - Oldenburg
    - Großherzog: Paul Friedrich August (1829–1853)
      - Staatsminister: Karl Ludwig Friedrich Josef von Brandenstein (1814–1842)

  - Reuß ältere Linie:
    - Fürst: Heinrich XIX. (1817–1836)

  - Reuß-Lobenstein-Ebersdorf
    - Fürst: Heinrich LXXII. (1822–1848)

  - Reuß-Schleiz
    - Fürst: Heinrich LXII. (1818–1848)

  - Sachsen
    - König: Anton (1827–1836)

  - Sachsen-Altenburg
    - Herzog: Friedrich (1826–1834)

  - Sachsen-Coburg und Gotha
    - Herzog: Ernst I. (1826–1844)
      - Staatsminister: Anton von Carlowitz (1826–1840)

  - Sachsen-Meiningen
    - Herzog: Bernhard II. (1803–1866)

  - Sachsen-Weimar-Eisenach
    - Großherzog: Carl Friedrich (1828–1853)

  - Schaumburg-Lippe
    - Fürst: Georg Wilhelm (1787–1860) (bis 1807 Graf)

  - Schwarzburg-Rudolstadt
    - Fürst: Friedrich Günther (1807–1867)

  - Schwarzburg-Sondershausen
    - Fürst: Günther Friedrich Karl I. (1794–1835)

  - Waldeck und Pyrmont
    - Fürst: Georg II. (1813–1845)
      - Regierungsdirektor: Burchard Christian von Spilcker (1823–1838)

  - Württemberg
    - König: Wilhelm I. (1816–1864)
      - Präsident des Geheimen Rats: Eugen Freiherr von Maucler (1831–1848)

- Frankreich
  - König: Ludwig Philipp (1830–1848)
    - Präsident des Ministerrates: Casimir Pierre Périer (1831–16. Mai 1832)
    - Präsident des Ministerrates: Nicolas Jean-de-Dieu Soult (11. Oktober 1832–1834, 1839–1840, 1840–1847)

- Griechenland
  - Regent: Augustinos Kapodistrias (1831–1832)
  - König: Otto I. (1832–1863)

- Italienische Staaten
  - Kirchenstaat
    - Papst: Gregor XVI. (1831–1846)

  - Lombardo-Venetien (1815–1859/66 Personalunion mit Österreich)
    - König: Franz (1815–1835)

  - Lucca
    - Herzog: Karl Ludwig (1824–1847)

  - Modena und Reggio
    - Herzog: Franz IV. (1814–1846)

  - Parma, Piacenza und Guastalla
    - Herzogin: Marie-Louise (1814–1847)

  - San Marino
    - Capitani Reggenti: Francesco Maria Belluzzi, Pier Matteo Berti (1. Oktober 1831–1. April 1832)
    - Capitani Reggenti: Giovanni Benedetto Belluzzi, Bartolomeo Bartolotti (1. April 1832–1. Oktober 1832)
    - Capitani Reggenti: Mariano Begni, Giovanni Malpeli (1. Oktober 1832–1. April 1833)

  - Sardinien
    - König: Karl Albert (1831–1849)

  - Königreich beider Sizilien
    - König: Ferdinand II. (1830–1859)

  - Toskana
    - Großherzog Leopold II. (1824–1859)

- Monaco
  - Fürst: Honoré V. (1819–1841)

- Montenegro (bis 1878 unter osmanischer Suzeränität)
  - Fürstbischof (Vladika): Petar II. Petrović-Njegoš (1830–1851)

- Niederlande (1815–1890 Personalunion mit Luxemburg)
  - König: Wilhelm I. (1815–1840)

- Norwegen
  - König: Karl III. (1818–1844)

- Osmanisches Reich
  - Sultan: Mahmud II. (1808–1839)

- Portugal
  - König: Michael I. (1828–1834)

- Russland
  - Kaiser: Nikolaus I. (1825–1855)

- Schweden
  - König: Karl XIV. Johann (1818–1844) (1818–1844 König von Norwegen)

- Serbien (bis 1878 unter osmanischer Suzeränität)
  - Fürst: Miloš Obrenović (1817–1839, 1858–1860)

- Spanien
  - König: Ferdinand VII. (1808, 1813–1833)

- Ungarn
  - König: Ferdinand V. (1830–1848) (1835–1848 König von Böhmen, 1835–1848 Kaiser von Österreich)

- Vereinigtes Königreich
  - Staatsoberhaupt: König Wilhelm IV. (1830–1837) (1830–1837 König von Hannover)
  - Regierungschef: Premierminister Charles Grey, 2. Earl Grey (1830–1834)

- Walachei (unter osmanischer Oberherrschaft)
  - Russische Militärverwaltung (1828–1834)